# Albrecht Haushofer

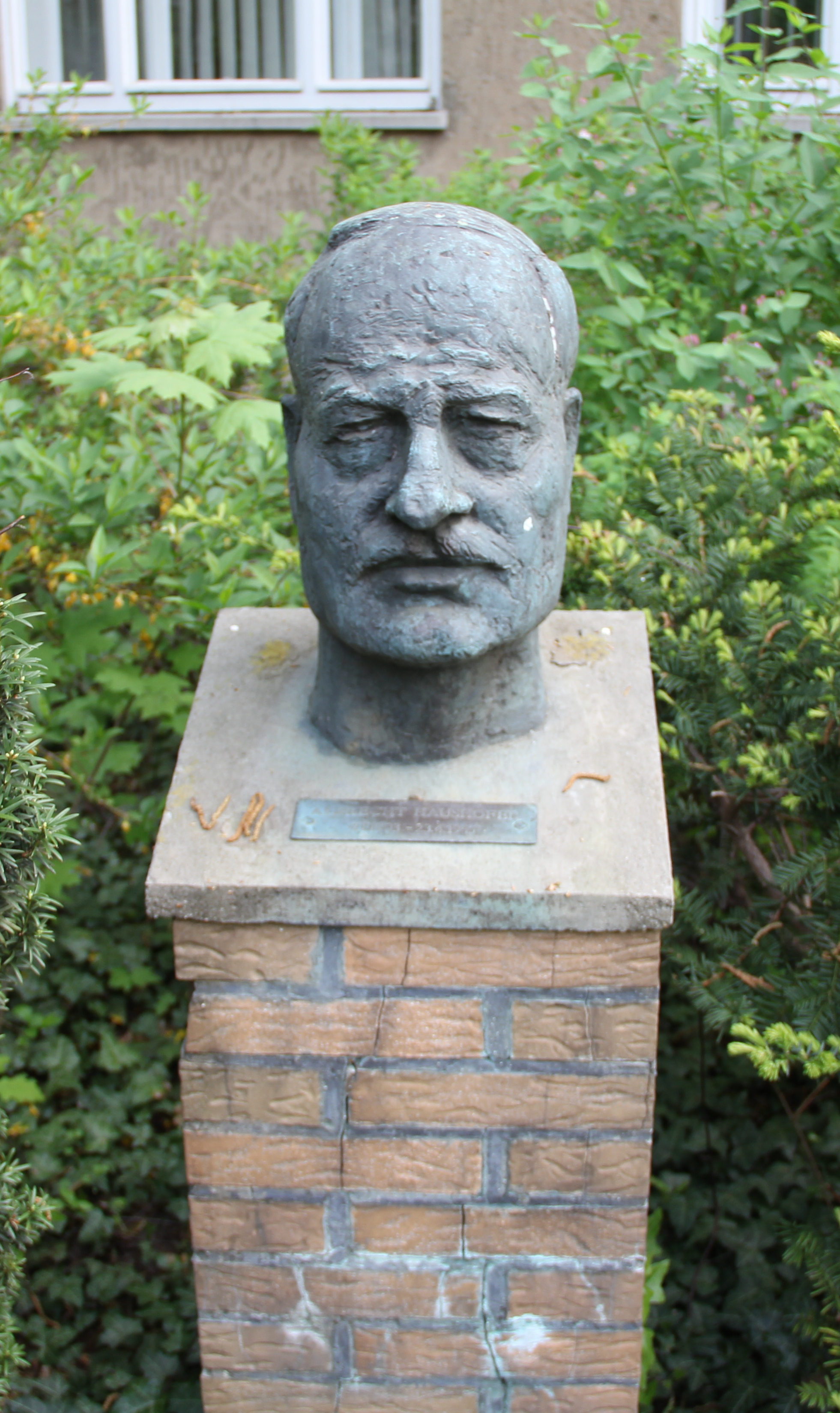
Gedenkbeeld Albrecht Haushofer, Berlijn

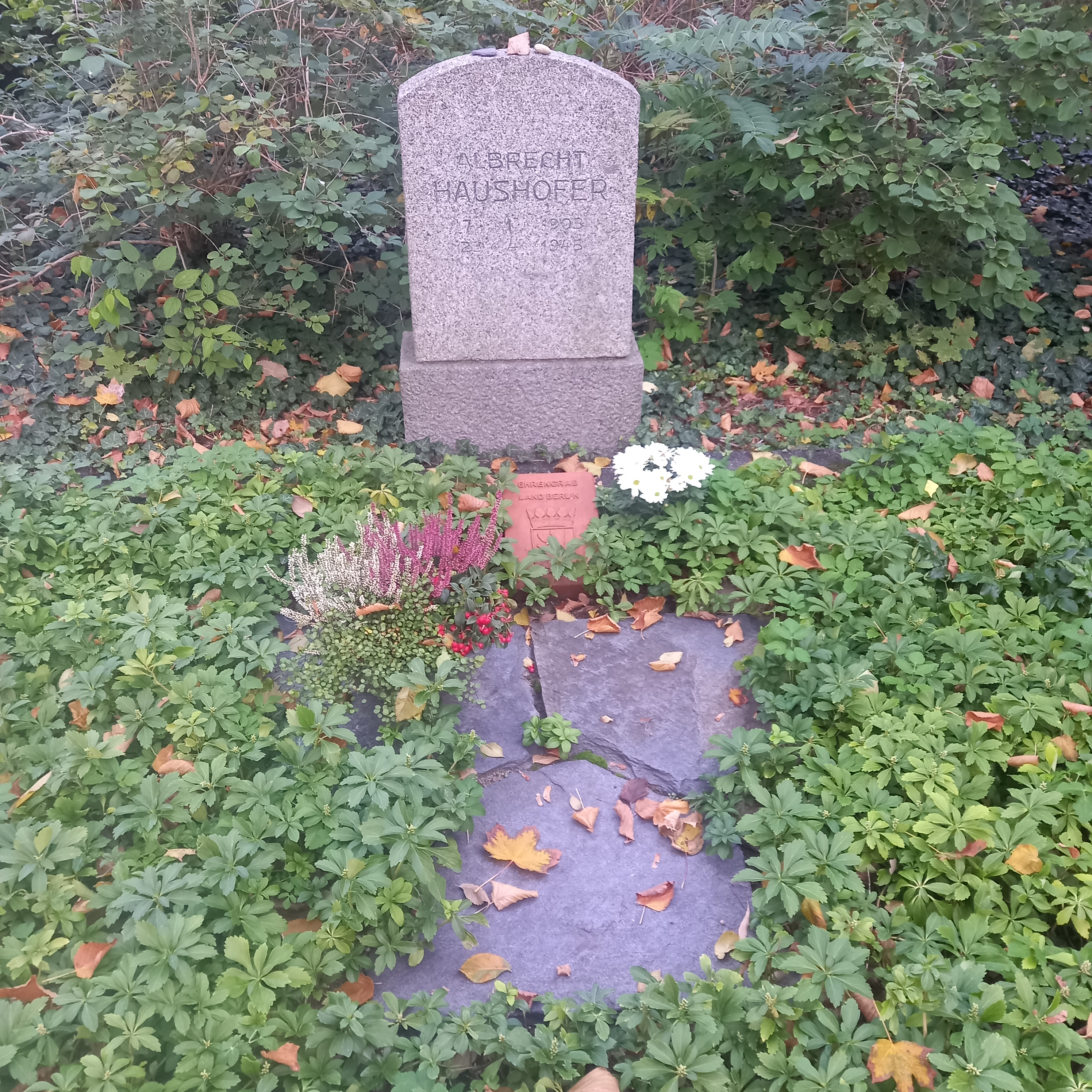
Graf van Albrecht Haushofer, Berlijn

Albrecht Haushofer, (München, 7 januari 1903 – Berlijn, 23 april 1945), was een Duits geograaf, diplomaat, schrijver en lid van het Duitse verzet tegen het nazisme. Albrecht Haushofer was  de zoon van de generaal en politicus Karl Haushofer (1869-1946).
Albrecht analyseerde de fouten die Adolf Hitler had gemaakt. Volgens hem verstond Hitler de geopolitiek niet. Hij trachtte vrede te maken met het Westen. Men vermoedt dat Rudolf Hess onder invloed van Haushofer solo naar Engeland is gevlogen om een vredesakkoord te behandelen. Dit lukte niet omdat Brits premier Winston Churchill dit tegenhield. 
Volgens Haushofer was de enige manier om een militaire en politieke beslissing te vermijden, Hitler afzetten. In 1944 mislukte echter zijn aanval op Hitler. Hierna werd hij gearresteerd en geëxecuteerd.
- Bibsys: 90621358
- Biblioteca Nacional de Chile: 000502345
- Bibliothèque nationale de France: cb12080684m (data)
- CiNii: DA04964593
- Digitale Bibliotheek voor de Nederlandse Letteren: haus009
- Gemeinsame Normdatei: 118709216
- International Standard Name Identifier: 0000 0003 6857 3107
- Library of Congress Control Number: n85310359
- MusicBrainz: 5cbe009e-e783-4800-a27a-70c277b99aca
- Bibliotheek van het Japanse parlement: 00541559
- Nationale Bibliotheek van Tsjechië: mzk2004246413
- Nationale bibliotheek van Australië: 35178741
- Nationale Bibliotheek van Israël: 987007277585105171
- Nationale Bibliotheek van Polen: a0000002323876
- Nederlandse Thesaurus van Auteursnamen: 068351283
- Réseau des bibliothèques de Suisse occidentale: 02-A003353846
- Istituto Centrale per il Catalogo Unico: MILV318942
- SNAC: w6551cj6
- Système universitaire de documentation: 029113156
- Trove: 853686
- Virtual International Authority File: 64031202
- WorldCat: E39PBJkCYGgRtFFMrjhQ8Kf6rq